# Tavé des Chasseurs
Tavé des Chasseurs är en bergstopp i Schweiz.   Den ligger i distriktet Entremont och kantonen Valais, i den södra delen av landet, 110 km söder om huvudstaden Bern. Toppen på Tavé des Chasseurs är 3 165 meter över havet, eller 71 meter över den omgivande terrängen. Bredden vid basen är 0,78 km.
Terrängen runt Tavé des Chasseurs är mycket bergig. Närmaste större samhälle är Bagnes, 13,0 km nordväst om Tavé des Chasseurs. 
Trakten runt Tavé des Chasseurs består i huvudsak av gräsmarker. Runt Tavé des Chasseurs är det ganska glesbefolkat, med 34 invånare per kvadratkilometer.